# Nebulosa Algodón de Azúcar
La nebulosa Algodón de Azúcar (en inglés Cotton Candy Nebula) es una protonebulosa planetaria situada en la constelación de Scorpius, el escorpión. Este tipo de nebulosas constituye un breve episodio de la evolución estelar entre la fase final de la rama asintótica gigante y la transformación en una verdadera nebulosa planetaria. La nebulosa Algodón de Azúcar es conocida formalmente como IRAS 17150-3224, ya que fue descubierta por el observatorio espacial de infrarrojos IRAS.
La imagen obtenida con el telescopio espacial Hubble permite ver una serie de anillos concéntricos que representan los distintos episodios de material expulsado por la estrella central en los últimos miles de años. Después de una serie de estos episodios, la estrella ha quedado encerrada en un "capullo"; en la imagen se observan los primeros indicios que muestran a la nebulosa emergiendo del capullo.